# Митра

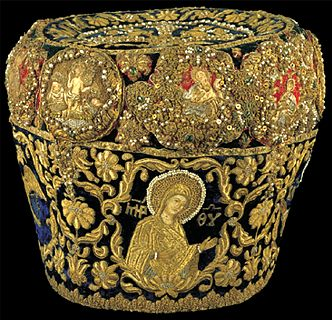
Східна митра

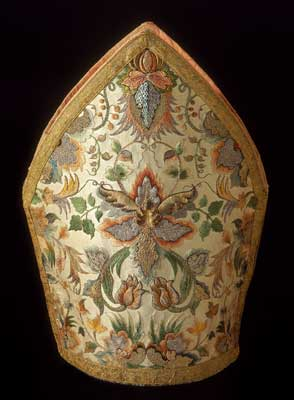
Західна митра

Ми́тра (грец. μίτρα — «пов'язка на голову», «тюрбан») — богослужбовий головний убір єпископа та ієреїв, нагороджених архієреєм за особливі заслуги перед церквою. Митра має вигляд розширеної й заокругленої вгорі корони, оздобленої іконами; архієрейська митра на додачу оздоблена дорогоцінними каменями.

## Опис
Митра-корона — архиєрейська митра (іноді ієрейська), в якій над нижнім пояском зроблено, як правило, вінець з 12 пелюсток — це єдина принципова відмінність митри-корони від звичайної православної митри. Якщо на митрі є дорогоцінні камені, вони символізують терновий вінок, накладений під час страстей на голову Ісуса Христа.
У «Настольной книге священнослужителя» такий опис митри: «Сучасна митра — багато прикрашена парчовим шиттям, оксамитом, бісером, дорогоцінним камінням та іконами висока тверда шапка, що плавно звужується до обідка навкруг голови. Таку форму митра набула в XVIII—XIX ст. До того православні митри на Русі були схожі на корони візантійських царів пізнього періоду імперії. Іноді обідок митри мав вигляд зубчатого вінця».
В Україні збереглась митра першого католицького галицького архієпископа бл. Якуба Стрепи (†1409) та митра перемишльських владик, згідно з легендою перероблена з корони Данила Галицького (зникла в час Другої світової війни).
Феодора Вольсамон, патріарх Антиохійський (XII ст.) та блаженний Симеон, архієпископ Солунський (XV ст.) свідчать, що митру у вигляді корони — багатого царського головного убору, — вперше стали носити в IV ст. у нерозділеній Церкві римські папи. Потім на III Вселенському соборі (431 р.) святий Кирил Олександрійський одягнув митру-корону як представник Папи Римського Целестіна; до XII ст. подібні митри носили на Сході лише олександрійські патріархи, а потім — константинопольські. Інші представникі церкви, митрополити чи єпископи носили митри-пов'язки (вінці) простого древнього зразка, клобуки та шапки. Російські архиєреї також носили митри-шапки подібні до князівських, облямовані хутром та прикрашені шиттям та іконами. Такі шапки-митри з'явилися у Московському князівстві у XV ст. — до того святителі не знали іншого головного убору, окрім клобука. У середині XVII ст. митри-корони з'явилися і в російській церкві, а з 1705 р. митра стає головним убором не тільки архієреїв, але й усіх архимандритів. Указом імператора Павла І від 18 грудня 1797 р. митру як винагороду належало давати протоієреям за особливі заслуги.

## Галерея

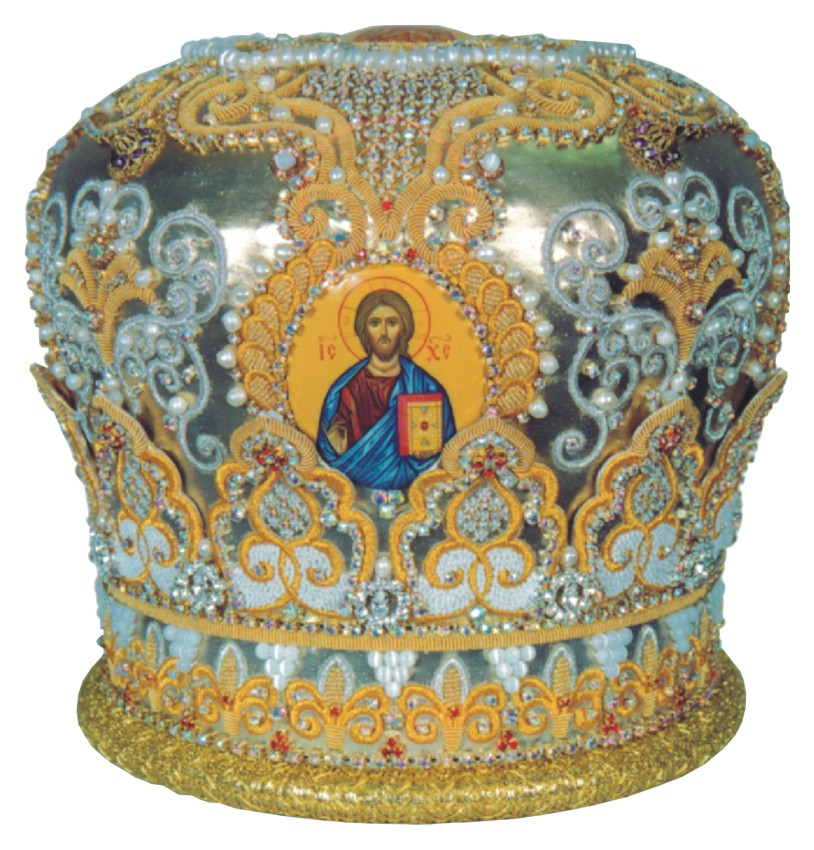
Митра-корона ієрейська
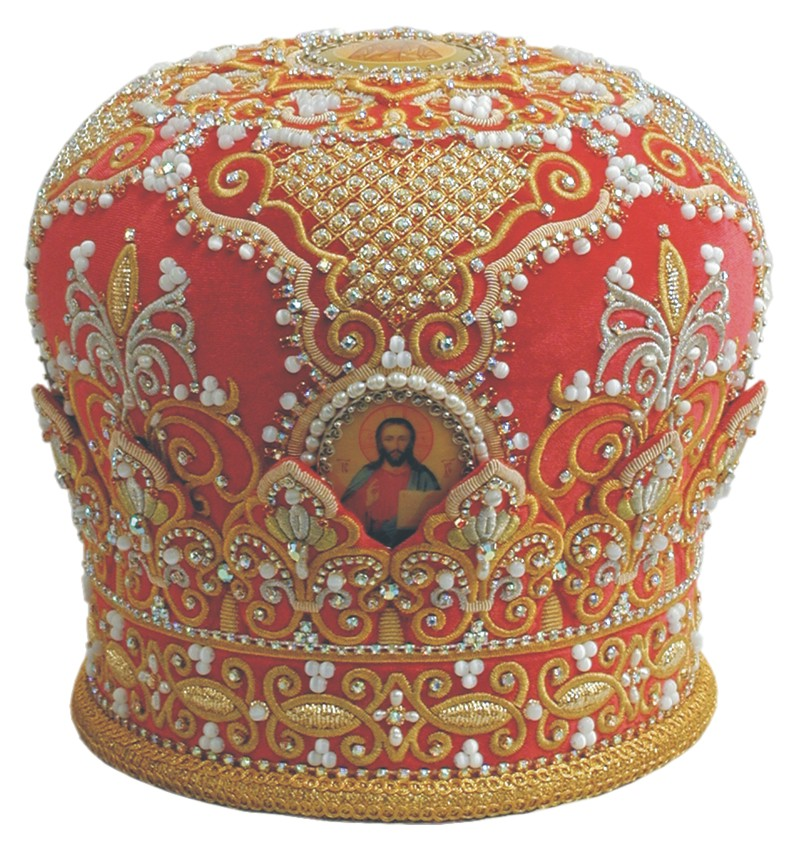
Митра-корона ієрейська
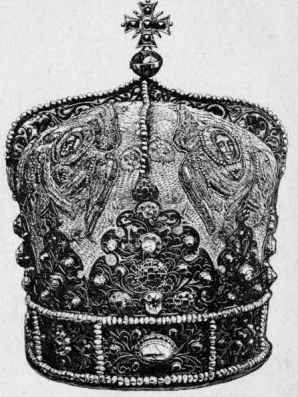
Митра перемиських єпископів